# Parque Daisaku Ikeda

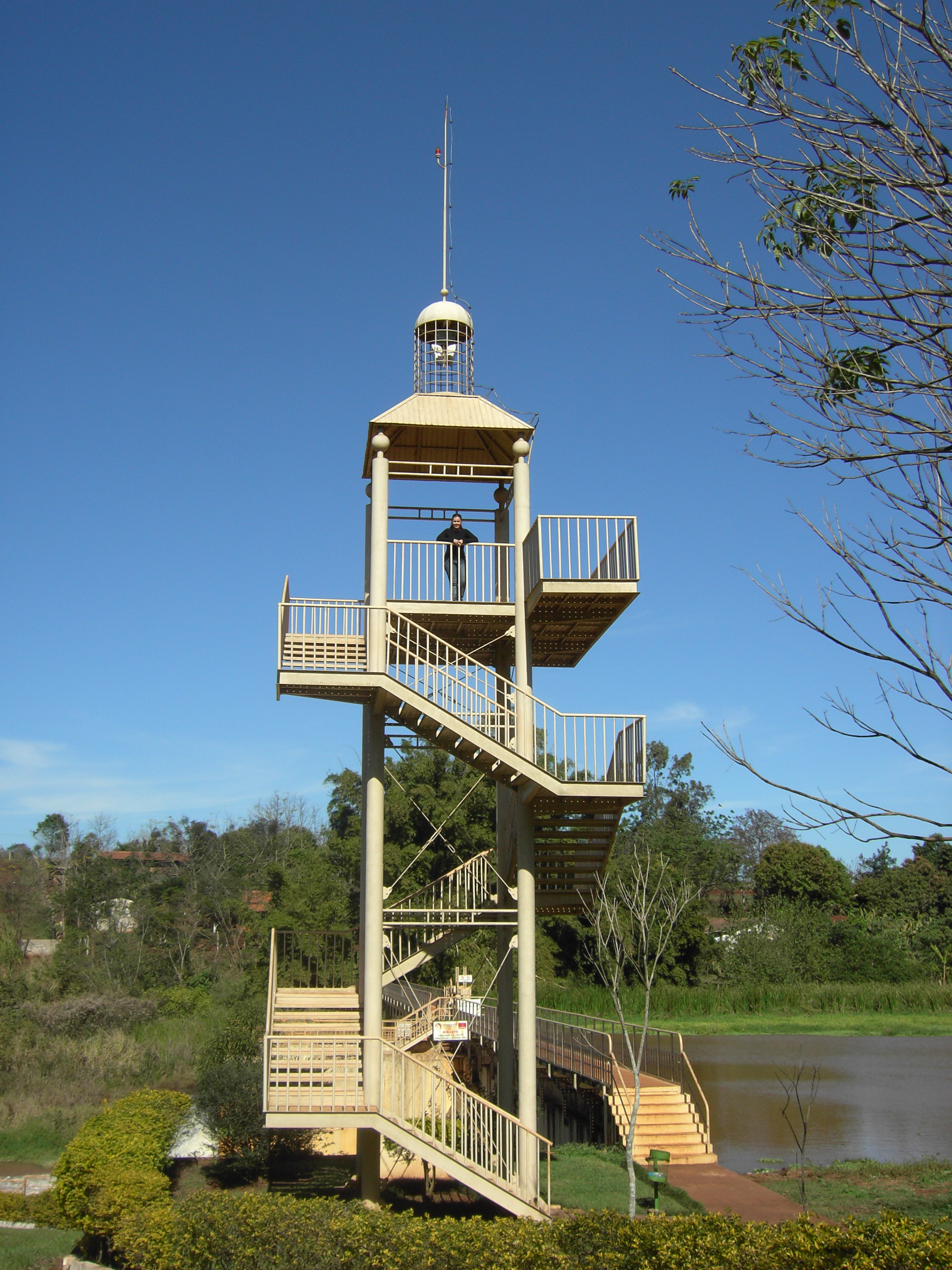
Mirante do Parque Daisaku Ikeda, Londrina.

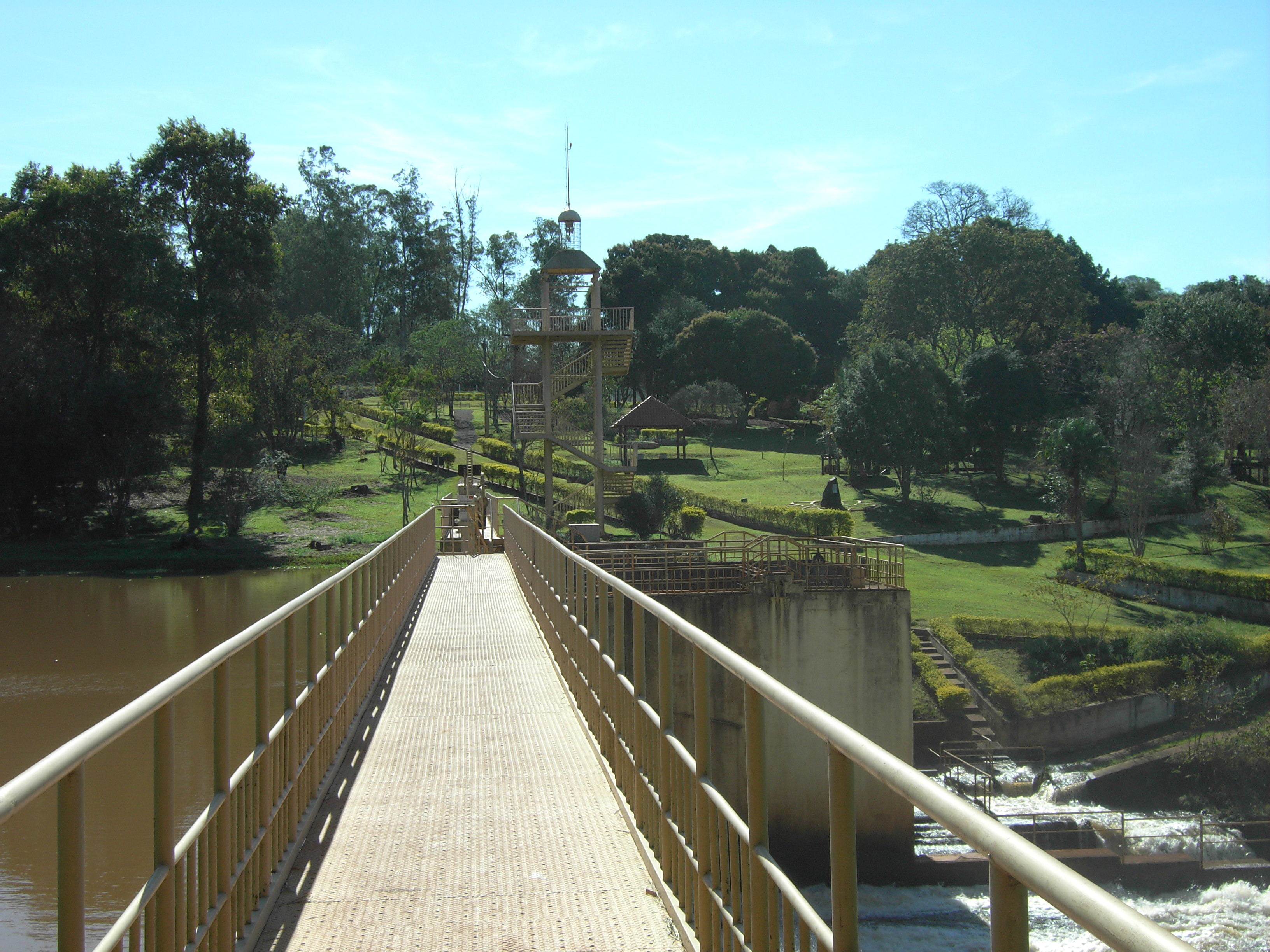
Vista do Parque Daisaku Ikeda.

O Parque Ecológico Dr. Daisaku Ikeda foi criado em 1999 e inaugurado em setembro de 2000, é uma unidade de conservação administrada pela Secretaria de Meio Ambiente do município de Londrina.

## Localização
O parque está localizado à aproximadamente 12 Km do centro de Londrina, na Rodovia João Alves da Rocha, estrada para o distrito de Maravilha, às margens do Ribeirão Três Bocas. Sua área total tem pouco mais 51 alqueires e preserva algumas estruturas da antiga Usina Hidroelétrica Três Bocas que funcionava nesta área, ela foi a segunda hidrelétrica do município de Londrina, implantada em 1943 pela Companhia Paranaense de Energia Elétrica e desativada em 1983. O bioma Mata Atlântica caracteriza a vegetação existente e abriga 96 espécies distintas de aves e 12 espécies de mamíferos.
No parque existem trilhas demarcadas para caminhadas.

## Origem do nome
Também conhecido como Parque da Usina Três Bocas o nome do local é uma homenagem a Daisaku Ikeda, líder budista, filósofo, escritor, fotógrafo e poeta japonês.